# Харалампи Автов
Харалампи (Ламбро, Ламбо) Автов (Афтов) е български възрожденец и революционер от Македония.

## Биография
Автов е роден през 1864 година в град Охрид. Взима участие в Охридското съзаклятие в 1881 година. Заловен е и осъден на заточение. Успява да избяга и бяга в Свободна България, където се отдава на обществена дейност. На 5 февруари 1902 година участва във възстановявавенето на Охридското благотворително братство под името Охридска спомагателна дружба и е негов активист. През май 1904 година е избран за подпредседател на братството.
Участва в обединителния конгрес на Македонската федеративна организация и Съюза на македонските емигрантски организации от януари 1923 година.
Автор е на спомени. Умира в 1939 година.